# Bergtjärnen (Lycksele socken, Lappland, 718667-163041)
Bergtjärnen är en sjö i Lycksele kommun i Lappland och ingår i Umeälvens huvudavrinningsområde. Sjön har en area på 0,182 kvadratkilometer och ligger 258 meter över havet.

## Delavrinningsområde
Bergtjärnen ingår i det delavrinningsområde (718697-163014) som SMHI kallar för Mynnar i Lycksabäcken. Medelhöjden är 280 meter över havet och ytan är 2,25 kvadratkilometer. Räknas de 5 avrinningsområdena uppströms in blir den ackumulerade arean 45 kvadratkilometer. Sikträskbäcken som avvattnar avrinningsområdet har biflödesordning 3, vilket innebär att vattnet flödar genom totalt 3 vattendrag innan det når havet efter 168 kilometer. Avrinningsområdet består mestadels av skog (85 procent). Avrinningsområdet har 0,18 kvadratkilometer vattenytor vilket ger det en sjöprocent på 8,1 procent.